# Kaimanawa Mountains
Kaimanawa Mountains je pohoří ve střední části Severního ostrova na Novém Zélandu. Nachází se v regionu Waikato. Nejvyšší horou pohoří je Makorako (1 722 m).

## Geografie
Kaimanawa Mountains leží jižně od jezera Taupo. Západně leží vulkanická plošina North Island Volcanic Plateau (s nejvyšší horou Severního ostrova Ruapehu) a poušť Rangipo Desert. Východně se nachází pohoří Kaweka Range.